# Таллийдинеодим
Таллийдинеодим — бинарное неорганическое соединение, интерметаллид неодима и таллия с формулой Nd2Tl, кристаллы.

## Получение
- Сплавление стехиометрических количеств чистых веществ:

{\displaystyle {\mathsf {2Nd+Tl\ {\xrightarrow {1045^{o}C}}\ Nd_{2}Tl}}}

## Физические свойства
Таллийдинеодим образует кристаллы гексагональной сингонии, пространственная группа P 33/mmc, параметры ячейки a = 0,5520 нм, c = 0,6818 нм, Z = 2, структура типа индийдиникеля InNi2.
Соединение образуется по перитектической реакции при температуре 1045 °C.